# 尼库·根格
尼库·根格（羅馬尼亞語：Nicu Gângă，1953年3月10日—），罗马尼亚男子摔跤运动员。他曾代表罗马尼亚参加1976年和1980年夏季奥林匹克运动会摔跤比赛，其中1976年奥运会获得一枚银牌。